# Волфганг Зайдел
Волфганг Зайдел (на германски Wolfgang Seidel) е бивш пилот от Формула 1.
Роден на 4 юли 1926 година в Дрезден, Германия.

## Формула 1
Зайдел прави своя дебют във Формула 1 в голямата награда на Германия през 1953 година. В световния шампионат записва 12 състезания, но не успява да спечели точки.